# فرودگاه کوچ بیهار
فرودگاه کوچ بیهار (به انگلیسی: Cooch Behar Airport) (به زبان بومی: কোচবিহার বিমানবন্দর) یک فرودگاه همگانی با کد یاتا COH است که یک باند فرود آسفالت دارد و طول باند آن ۱۰۶۷ متر است. این فرودگاه در کشور هند قرار دارد و در ارتفاع 42 m msl متری از سطح دریا واقع شده‌است.